# Cingulum (dent)
Pour l’article homonyme, voir Cingulum.

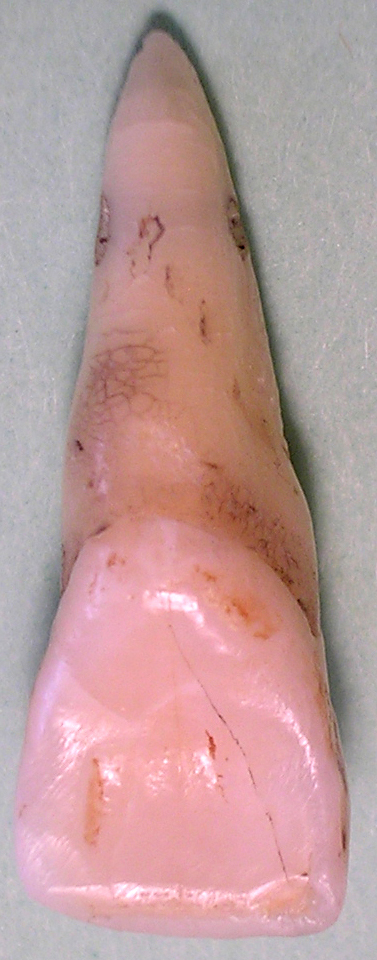
Vue linguale (intérieure) d’une incisive supérieure. Le cingulum est près de la base.

Le cingulum, en odontologie, est une saillie de la face interne des incisives et des canines.